# Чокола
Чокола (ісп. Chocolá) — руїни міста цивілізації мая в департаменті Сучитепекес (Гватемала).

## Історія
Поселення засновано близько 1000 року. Найбільшого розквіту досягло близько 400 року до н. е. Піднесення відбулося завдяки вирощуванню какао-бобів на дуже родючому ґрунті, основу якого складав вулканічний попіл. З часом Чокола перетворилася на потужний центр експорту какао, що був одним з цінних продуктів у стародавніх мая (дотепер какао з цих місць є найкращим у Гватемалі). Від назви міста пішла назва шоколаду.
Економічна потуга сприяла політичному піднесенню Чоколи. Мала династичні або політичні зв'язки з політією Камінальхую. Найбільше посилення відбулося після занепаду ольмеків близько 400 року до н. е. У 300—200 роках до н. е. вимушено було визнати зверхність Ісапи (або певний вплив цієї політії). Місто припинило своє існування близько 200 року н. е. За археологічними дослідженням люди в невеличкому поселені мешкали аж до 1500 року.

## Опис
Розташована неподалік сучасного села Чокола департаменту Сучитепекес, між нагір'ям та низовиною тихоокеанського узбережжя.
За своєю архітектурою будови передували будовам ольмеків й мая. Розміри археологічної пам'ятки — 6х2 км. Складається з 3-х основних груп, загалом 100 будов, деякі з них досягають 25 м, тягнуться з півночі на південь.
Основу міста становив ритуально-адміністративний центр. Сьогодні від колишньої піраміди залишилися лише великі пагорби. У часи існування міста вона сягала 25 м.. Неподалік розташовувалося низка палаців (поки виявлено 5), що мали стандартні розміри: 20 м завдовжки і 5 заввишки.
У результаті розкопок у 2003 році, в області осель знаті (північна частина міста) виявлено існування будов на кшталт водопроводів та колодязів з кам'яною кладкою. Також дослідники виявили рештки гончарних майстерень, що свідчить про розвиток керамічного виробництва: тонка докласична кераміка та статуетки.
Навколо пам'ятки з давніх-давен існували печери, що були священними для містян Чоколи (такими вони залишалися протягом класичного і післякласичного періодів).
На території знайдені скульптурні пам'ятники і вівтарі, а також фігурні жертовники. Інтерес для дослідників політичної історії являє стела 1 (стиль Мірафлорес), яка має схожість зі стелою 10 Камінальхую. Особливо цікавими є антропоморфні скульптури, що мають округлу форму. На думку дослідників на них зображені божества або тамтешні володарі. Саме в Чоколі було започатковано традицію (існувала до кінця докласичного періоду) створення таких скульптур.

## Історія дослдіжень
У 1890-х роках виявлено археологом Карлом Саппером. У 1920-х та 1930-х роках значні дослідження проводив німецький археолог Роберт Буркітт. У 1960-х розкопки здійснював Ієг Шрехем. Згодом його роботу продовжив Шук з університету дель Вальє-де-Гватемала. Вони торкалися основних районів пам'ятки, але систематичні дослідження досі не проводилися. У 2003 році започатковано археологічний проєкт Чокола. Протягом 2003—2005 років проведені розкопки водостоків й трубопроводів, радіовуглецевий аналіз решток какао-бобів, що зберігалися у коморах цього міста.